# Fusulina

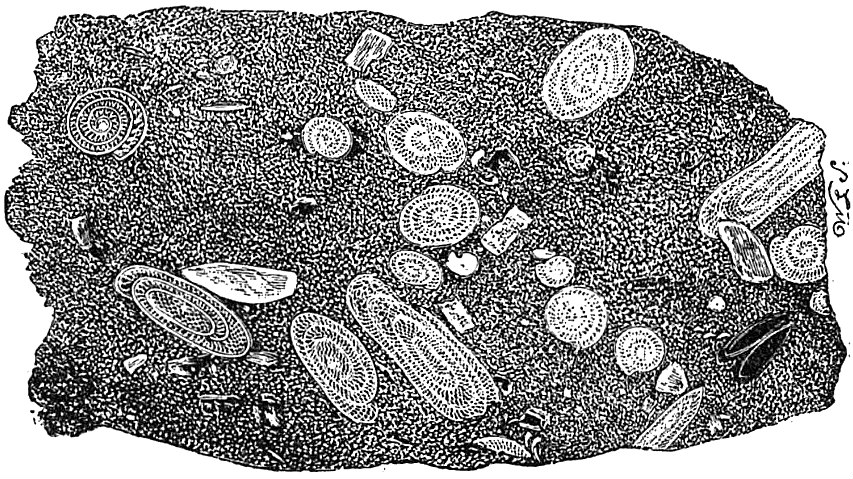
Wapień fusulinowy z widocznymi przekrojami fusulin.

Fusulina (fusuliny) – rodzaj wymarłych, dużych otwornic o skorupce wapiennej, występujący w pensylwanie (karbon).
W zależności od gatunku mają wrzecionowatą lub kulistą porowatą skorupkę, zbudowaną zwykle z czterech, czasem trzech warstw. Pofałdowane przegrody dzielą wnętrze na liczne komory połączone ze sobą porami i tunelami przebijającymi te przegrody. Wielkość skorupek sięga 1 cm, co oznacza, że są to duże otwornice. Dymorfizm płciowy jest nieznaczny
Fusulina prowadziła bentoniczny tryb życia w płytkich wodach morskich. Ze względu na to, że występowała czasem w ilościach masowych ma znaczenie skałotwórcze. Wiele gatunków rodzaju jest skamieniałościami przewodnimi pensylwanu.